# Zierikzee

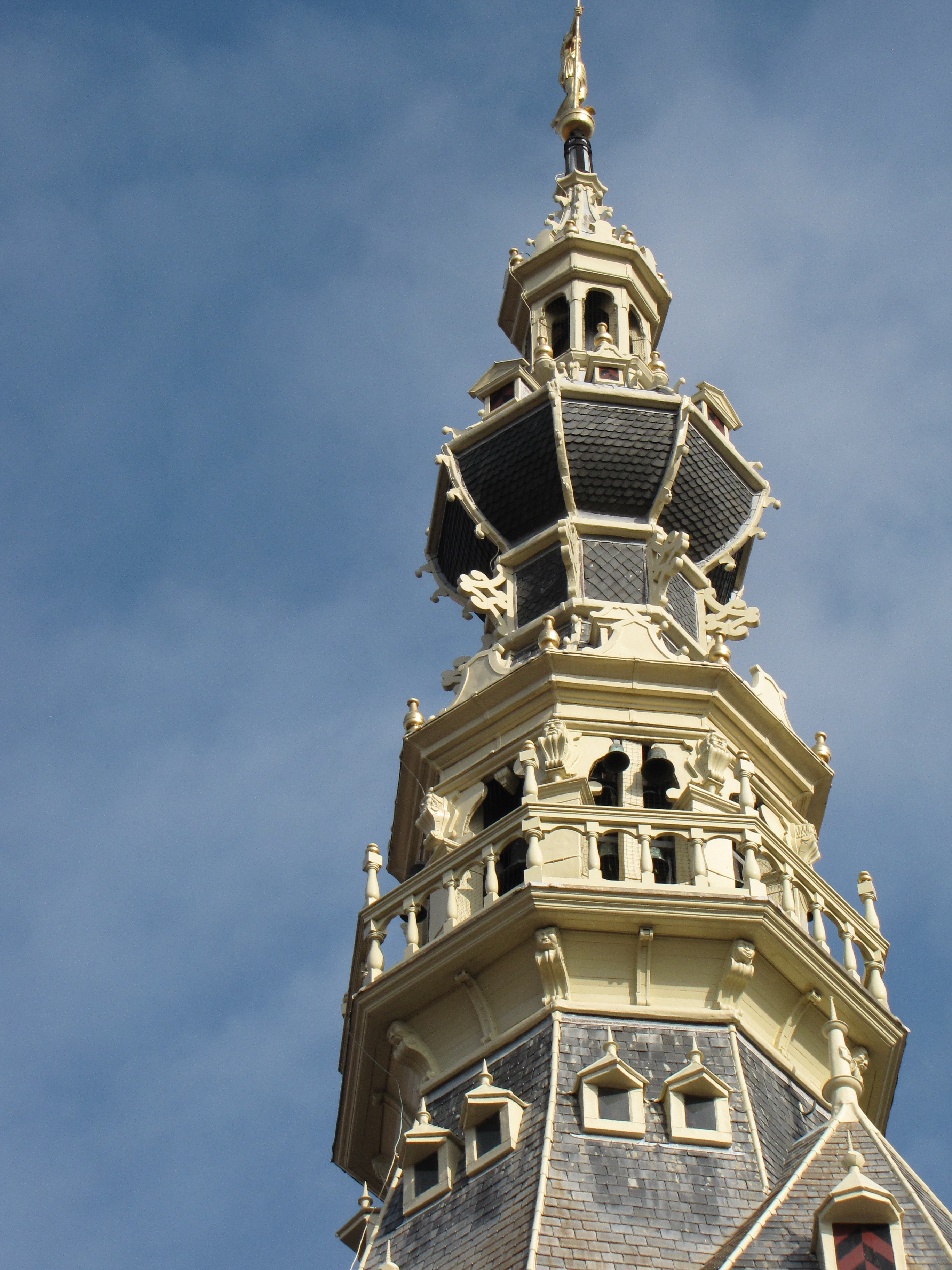
Stadhuis van Zierikzee

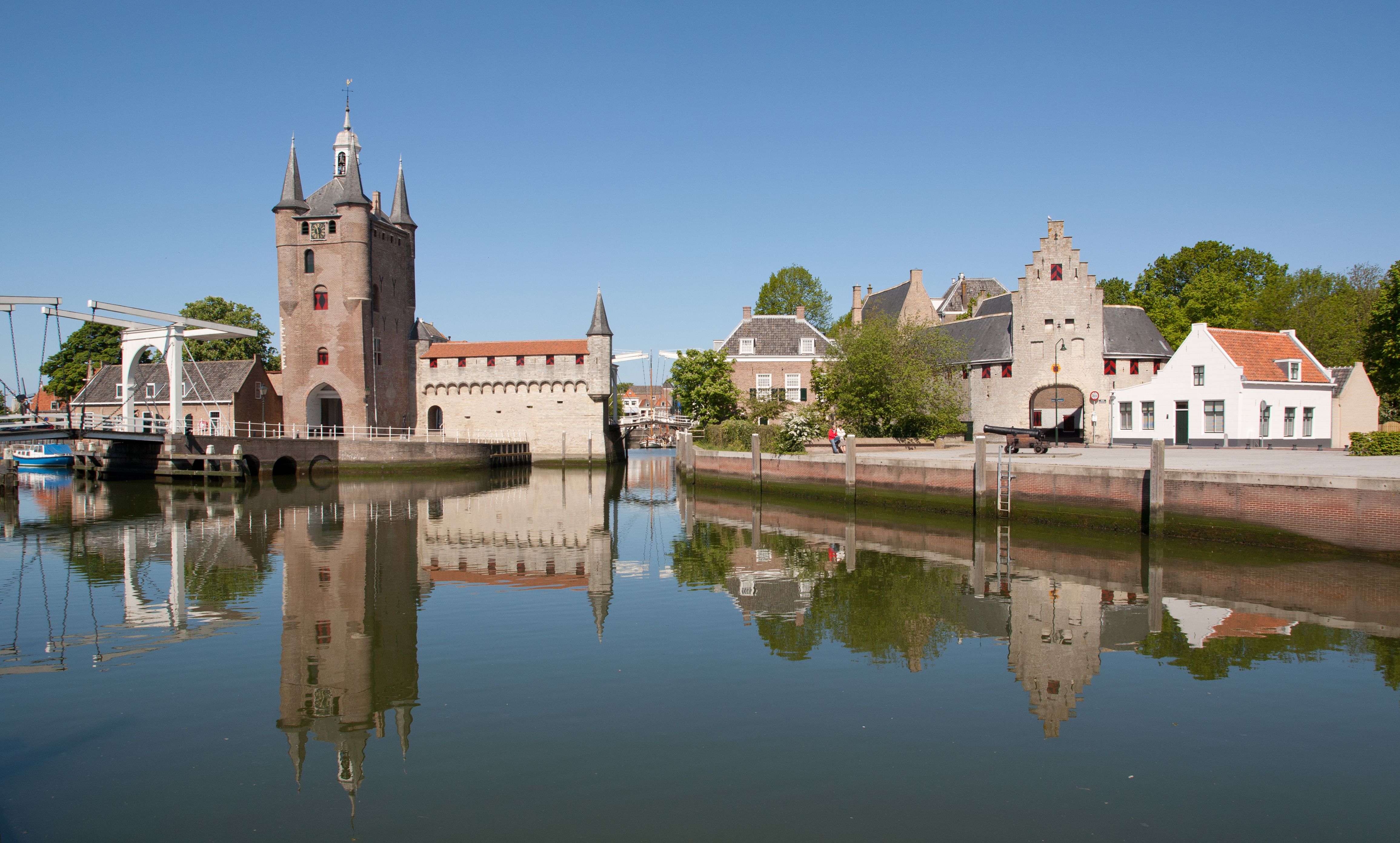
Zuidhavenpoort en Noordhavenpoort

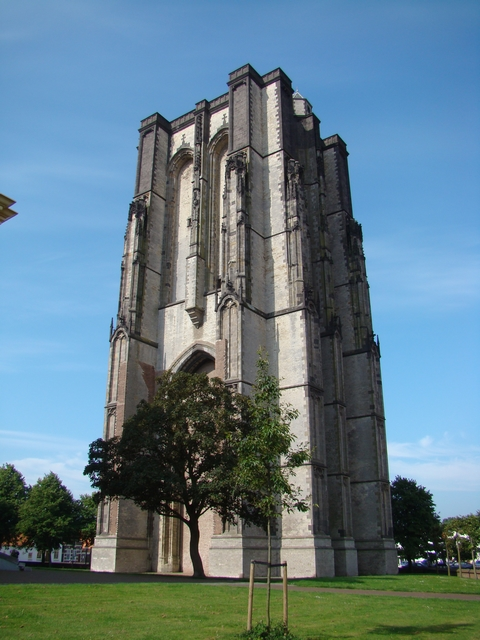
Sint-Lievensmonstertoren

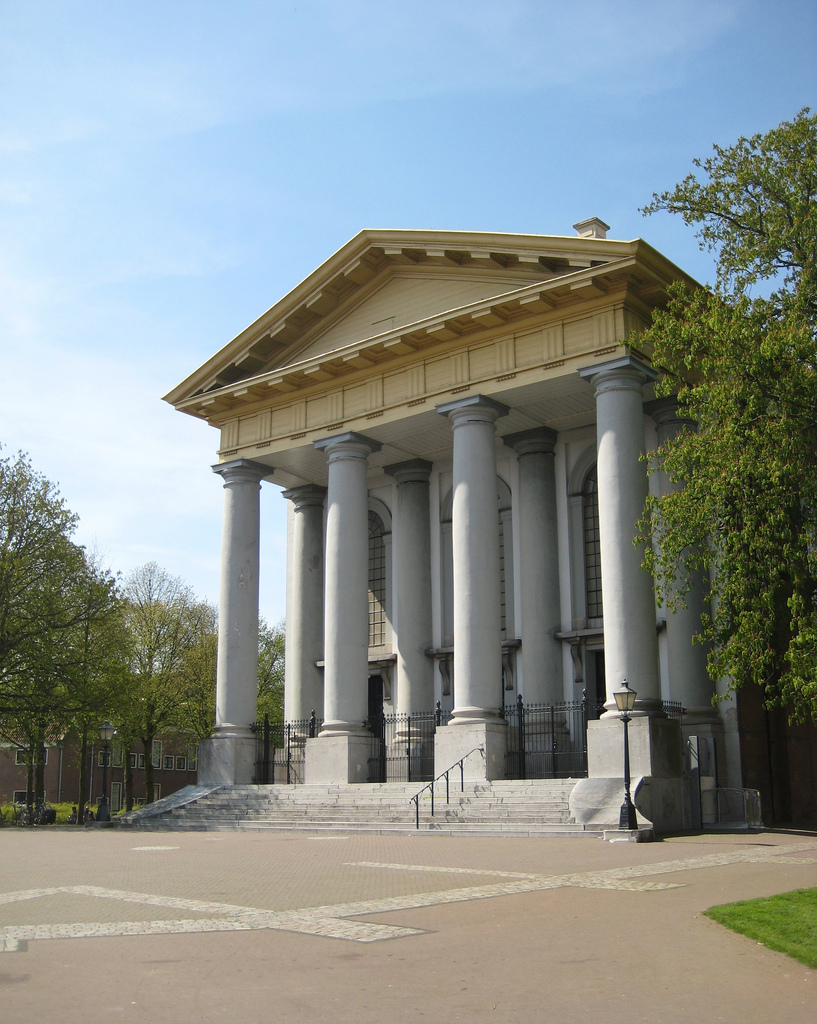
Nieuwe Kerk.

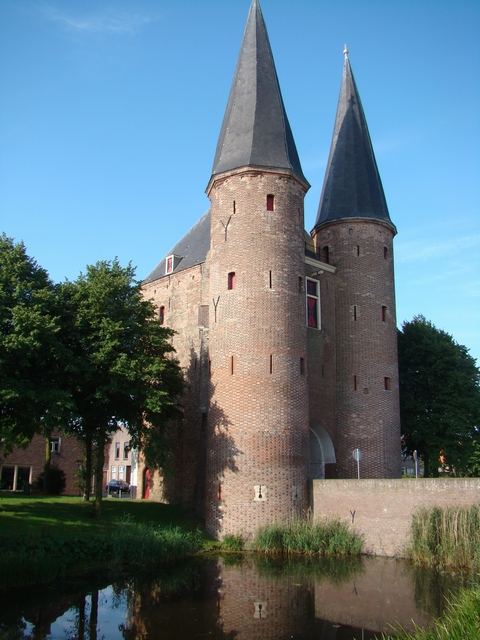
Nobelpoort

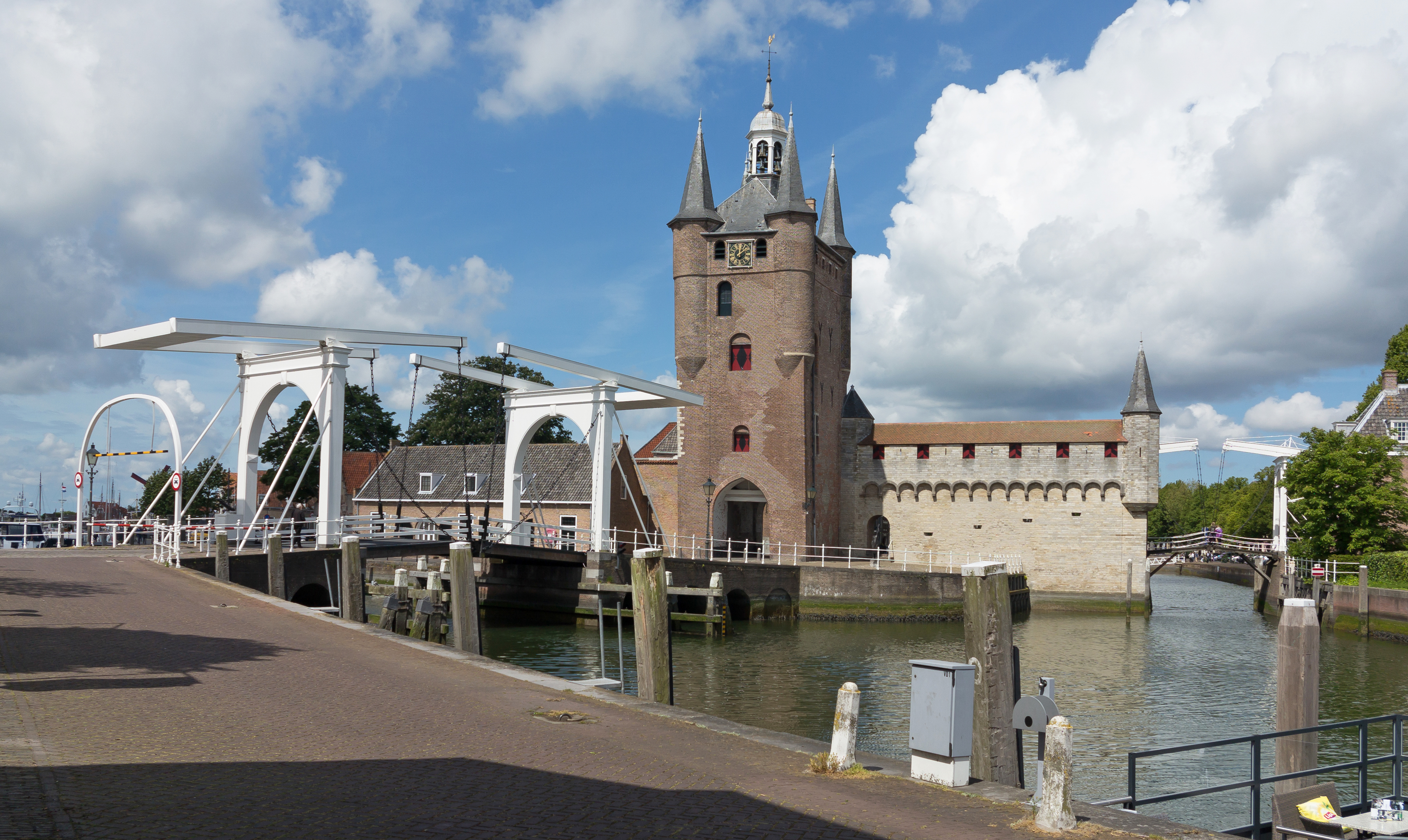
De Zuidhavenpoort in straatzicht

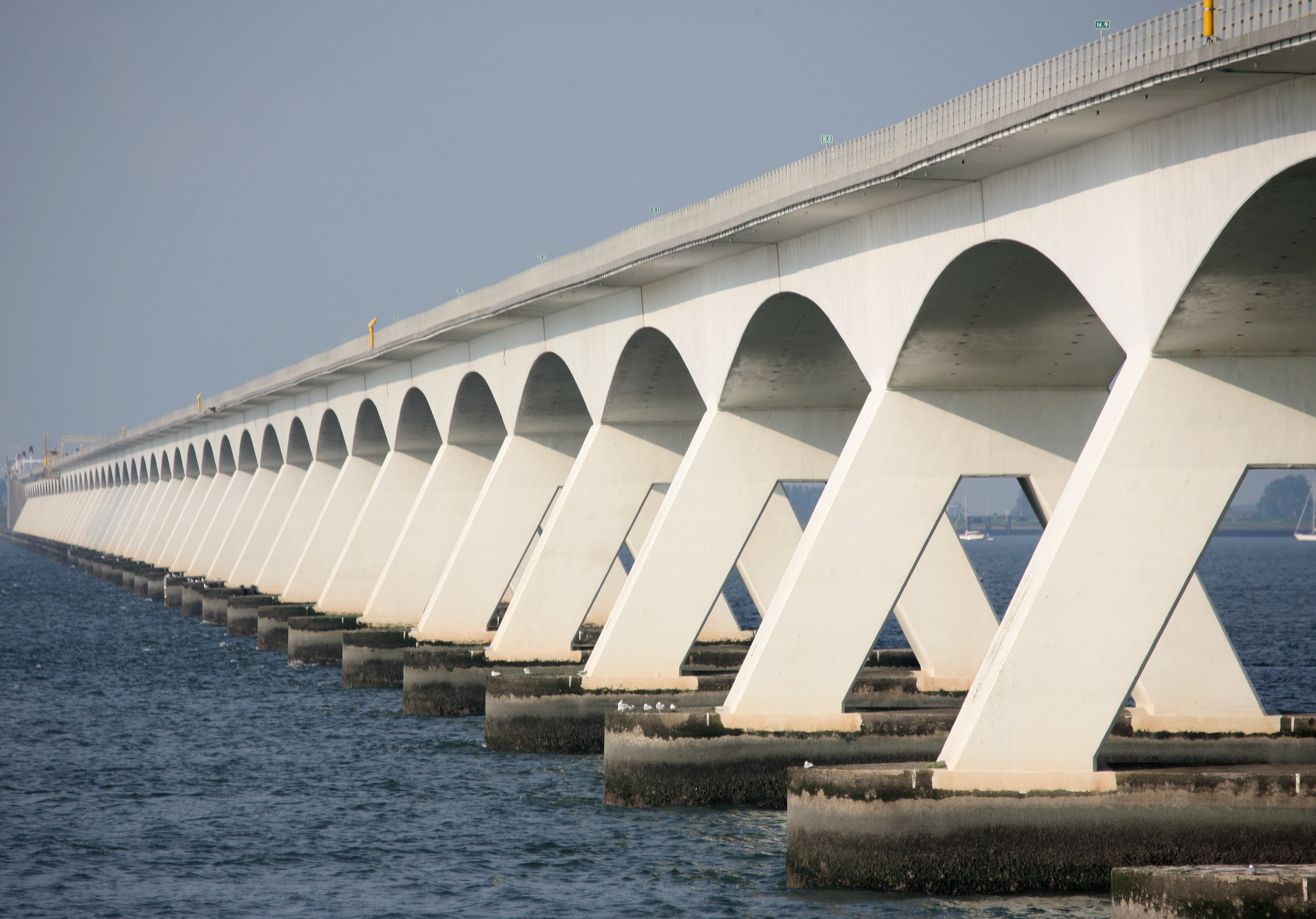
Zeelandbrug

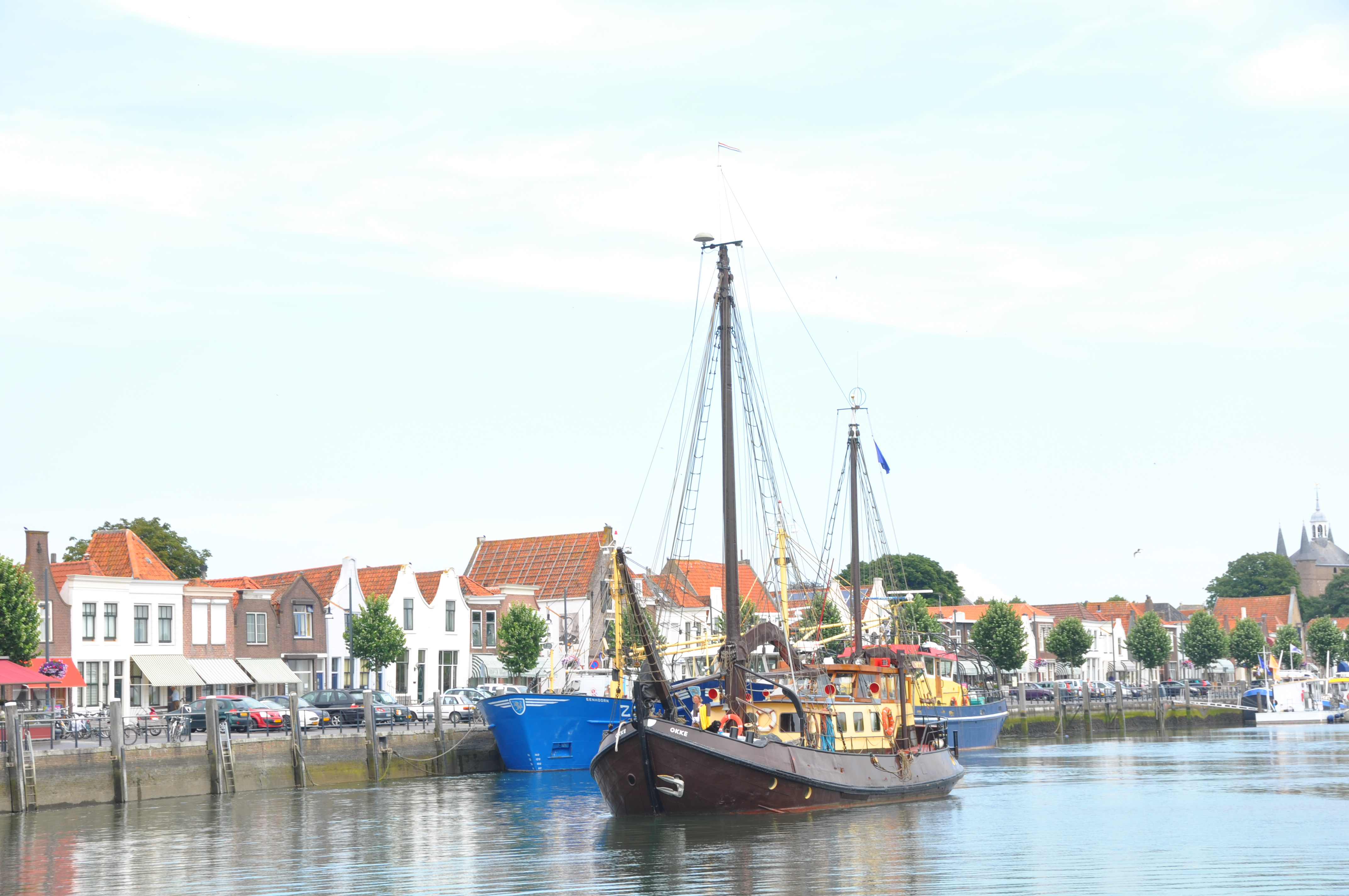
Nieuwe Haven

Zierikzee (Zeeuws: Zurrikzeê) is een stad in de gemeente Schouwen-Duiveland in de Nederlandse provincie Zeeland. De stad telt 12.015 inwoners (1 januari 2023) en is de hoofdplaats en tevens grootste plaats van de gemeente.

## Etymologie
De naam van Zierikzee is te herleiden tot een samenstelling van de persoonsnaam 'Siric' en het Oudnederlandse 'aa' of 'aha' dat 'water' betekent. Siric of Sigiric is een oude Germaanse naam, en een samenstelling van de twee delen 'sigi' (zege of overwinning) en 'ric' (rijk, veel). Toen men de genitief -s in 'Sirics Ee' ("de Ee van Siric") niet meer als zodanig herkende, werd het laatste deel opgevat als 'See' in plaats van Ee (of Aa), leidend tot de huidige spelling met -z.

## Geschiedenis
In 976 komt Zierikzee onder de naam Creka (kreek) voor in een oorkonde waarin de Sint-Baafsabdij door keizer Otto II wordt bevestigd in haar bezittingen. De naam Zierikzee komt voor het eerst voor, als Siricasha, in een oorkonde uit 1156.
In 1248 werden de stadsrechten van Zierikzee door graaf Willem II van Holland bevestigd en uitgebreid. De eerste stadsrechten waren verleend tussen 1217 en 1220 maar de precieze datum is niet bekend. Aan het einde van de middeleeuwen was Zierikzee een strategisch belangrijke plaats in Zeeland en omgeving.
In 1303 en 1304 werd de stad meerdere malen belegerd door Vlaamse troepen onder leiding van Gwijde van Namen. De Vlamingen slaagden er niet in Zierikzee in te nemen en werden uiteindelijk verslagen in de slag bij Zierikzee op 11 augustus 1304 door een Zeeuws-Franse vloot, waarbij Gwijde van Namen werd gevangengenomen. Het jaar daarop werd op 23 juni 1305 het Verdrag van Athis-sur-Orge tussen graafschap Vlaanderen en het koninkrijk Frankrijk afgesloten om beider machtsverhoudingen te regelen.
In 1414, 1458, 1466, 1526 en 1576 vonden in Zierikzee grote stadsbranden plaats. In 1414 brandde de helft van de stad af. In 1458 viel het beste deel van de stad, waaronder een begijnhof en het klooster van de Franciscanen, Minderbroederklooster ten prooi aan de vlammen. In 1466 brandde een derde van de stad af, waaronder de Grote Kerk. In 1526 en 1576 bedroeg de schade respectievelijk 77 zoutketen en 125 huizen buiten de muren van de stad (1526) en 50 zoutketen en 200 huizen (1576).
In de Tachtigjarige Oorlog werd Zierikzee op 8 augustus 1572 door geuzen ingenomen. In september 1575 landden Spaanse troepen op Schouwen en Duiveland, en sloegen het beleg voor Zierikzee. De stad gaf zich over op 29 juni 1576, maar vier maanden later ontstond er muiterij onder de Spaanse soldaten wegens achterstallige betalingen, waarna de Spanjaarden vertrokken.
Op 1 januari 1735 werd in de stad een slavenkas in het leven geroepen om gevangen genomen Zierikzeese zeelui vrij te kopen. Het gebeurde in de 18e eeuw vaak dat zeelieden tot slaaf werden gemaakt door Barbarijse zeerovers. De slavenkas bleef bestaan, ook nadat in de 19e eeuw een einde werd gemaakt aan de Arabische slavenhandel. Na de watersnoodramp van 1953 werd met het geld van de Slavenkas de bouw van twee nieuwe kleuterscholen gefinancierd.
Tijdens de Eerste Wereldoorlog werden op 30 april 1917 door een verdwaalde Britse piloot zes bommen op de stad geworpen. De piloot had Zierikzee verward met Zeebrugge, er vielen drie slachtoffers. Na de Tweede Wereldoorlog werd bij Zierikzee zo'n 30 miljoen kilo munitie in de Oosterschelde gedumpt, waarmee deze munitiestort de grootste van Nederland is. Na de Tweede Wereldoorlog is de stad eerst in oostelijke richting met Plan Malta, daarna met de bouw van de wijk Poortambacht ("Plan West") in westelijke richting uitgebreid.
In 1997 hield de gemeente Zierikzee op te bestaan en werd de gemeente onderdeel van de grotere gemeente Schouwen-Duiveland. Het gemeentehuis van deze gemeente bevindt zich in Zierikzee en is gelegen aan de Laan van Sint Hilaire.
Vanaf 2007 is begonnen met de bouw van de wijk Noorderpolder, ten noorden van de stad. In 2014 is langs de N256 het Business Park Zierikzee geopend, met onder meer het nieuwe hoofdkantoor van Omoda.
Op maandag 27 juni 2022 werd de stad getroffen door een windhoos die behoorlijk wat schade met zich mee bracht. Er viel daarbij een dodelijk slachtoffer te betreuren. 150 huizen werden beschadigd, waarvan vijf zo zwaar dat ze moesten worden gesloopt.

## Wapen en vlag
Het wapen van Zierikzee is van keel (rood), beladen met een klimmende leeuw van sabel (zwart). In de heraldiek is het incorrect dat kleur op kleur geplaatst wordt, een versie op een schilderij uit 1540 geeft echter een zilveren schild met een rode leeuw. Het vermoeden bestaat dat het zilver geoxideerd is waarbij het veld in zwart is veranderd. Het schild wordt gedekt met een kruis waarvan de verklaring onduidelijk is. Het zou een Andreaskruis kunnen zijn, of een naar de lakenindustrie verwijzende weefspoel. De schildhouders zijn een gestileerde gotische "Z" en het spiegelbeeld ervan, beide van goud. Na een gemeentelijke herindeling in 1997 is de leeuw als schildhouder opgenomen in het wapen van Schouwen-Duiveland.
De vlag bestaat uit vijf horizontale banen in de kleuren van het wapen. Deze vlag werd in de 17de eeuw al gebruikt en is op 29 mei 1961 vastgesteld door de gemeenteraad.

## Bezienswaardigheden
Zierikzee, sinds 1971 een beschermd stadsgezicht, een van de beschermde stads- en dorpsgezichten in Zeeland, en staat bekend als monumentenstad. Voor een relatief kleine stad telt Zierikzee een groot aantal monumenten, 568.
De Sint-Lievensmonstertoren is het meest in het oog springende monument van Zierikzee. Met zijn 62 meter is het de hoogste toren in de stad. De toren wordt in de volksmond ook wel de Dikke Toren genoemd. Deze toren lijkt als twee druppels water op die van de Sint-Romboutskathedraal in Mechelen.
Verder bezienswaardig zijn de:
- Cameramuseum
- Nobelpoort
- Noordhavenpoort
- Zuidhavenpoort, met het watersnoodmonument Beproefd maar niet gebroken (1970) van Ad Braat
- Molen De Hoop
- Molen Den Haas
- Nieuwe Kerk
- Het Stadhuis van Zierikzee, uit de 16de eeuw. Het werd in 1772-1779 grondig verbouwd. Nu is hier het Stadhuismuseum Zierikzee gevestigd.
- Het huis De Haan, ook soms Tempeliershuis genoemd, is een koopmanshuis uit de 14de eeuw. Het is een van de oudst bewaarde panden in Nederland.
- Het Gravensteen, uit de 16de eeuw
- Rond de Oude Haven staan diverse grote patriciërswoningen.
- Er zijn nog restanten van de stadsmuur. De huidige Nobelpoort, Noordhavenpoort en Zuidhavenpoort zijn de enige overgebleven stadspoorten van Zierikzee. De Westpoort, Zuidwellepoort en de Hoofdpoort zijn in de 19e eeuw gesloopt.[9] Wat men nu verstaat onder het Slingerbos was de eigenlijke fundering van de stadsmuur, de grachten van de stadsmuur zijn gespaard gebleven.

## Topografie
| Aangrenzende gemeenten | Aangrenzende gemeenten | Aangrenzende gemeenten  | Aangrenzende gemeenten | Aangrenzende gemeenten |
| ---------------------- | ---------------------- | ----------------------- | ---------------------- | ---------------------- |
|                        |                        | Goeree-Overflakkee (ZH) |                        |                        |
|                        |                        |                         |                        |                        |
|                        | Tholen                 |                         |                        |                        |
|                        |                        |                         |                        |                        |
|                        |                        | Noord-Beveland          |                        |                        |

Detailkaart van de binnenstad van Zierikzee per april 2017, met bezienswaardigheden.

## Partnersteden
- Hatfield (Verenigd Koninkrijk)
- Saint-Hilaire-du-Harcouët (Frankrijk)

## Verenigingen
Er zijn in Zierikzee verschillende lokale organisaties, waaronder belangenverenigingen, een harmonieorkest, een scoutinggroep en meer dan twintig sportclubs, waaronder:
- Voetbalvereniging SV MZC '11
- Hockeyclub Schouwen-Duiveland
- Watersportvereniging Zierikzee, die de jachthaven met 105 ligplaatsen en een drijvende clubhuis beheert.[10]

## Verkeer en vervoer
Zierikzee is bereikbaar vanaf Bruinisse en Serooskerke via de N59 en vanaf Goes via de N256 en de Zeelandbrug.
Verder rijden de volgende bussen van en naar Zierikzee:
- Connexxion/Van Oeveren/AMZ lijn 132 naar Goes
- Connexxion/Van Oeveren lijn 133 naar Middelburg of Oude-Tonge, waar een directe aansluiting is op de bus 436 naar Rotterdam Zuidplein
- Connexxion/Van Oeveren lijn 395 naar Rotterdam Zuidplein (alleen van maandag t/m vrijdag)
- Connexxion lijn 591 naar Nieuwerkerk via Noordgouwe (buurtbus)
- Connexxion lijn 592 naar Nieuwerkerk via Ouwerkerk (buurtbus)
- Connexxion/Van Oeveren lijn 628 van Westenschouwen naar Goes (scholierenlijn)
- Connexxion/Van Oeveren lijn 631 naar Sommelsdijk (scholierenlijn)
- Connexxion/Van Oeveren lijn 632 van Middelharnis (scholierenlijn, alleen op dinsdag)
- Connexxion lijn 633 naar Vlissingen (scholierenlijn)
- Connexxion/Van Oeveren lijn 634 naar Brouwershaven (scholieren- en ringlijn)

## Verdwenen gebouwen
- Rechtbank Zierikzee. De oude rechtbank (1838-1932) van het rechtsgebied Schouwen-Duiveland, Tholen en Sint-Philipsland.
- Watertoren. De oude watertoren van Zierikzee, vernietigd op 19 februari 1945.
- Sint-Lievensmonsterkerk. door een brand op 5 oktober 1832 verwoest.
- De Westpoort, Zuidwellepoort, Bagijnepoort en de Hoofdpoort zijn in de 19e eeuw gesloopt.
- Gravenhof: het kasteel van de graven van Holland, gesloopt in de 16e eeuw.